# Maria Laach am Jauerling
Maria Laach am Jauerling ist eine Marktgemeinde mit 888 Einwohnern (Stand 1. Jänner 2025) im Bezirk Krems-Land in Niederösterreich.

## Geografie
Maria Laach liegt am Jauerling im Waldviertel; das Gemeindegebiet reicht bis zur Donau zwischen Emmersdorf und Aggsbach Markt. Die Fläche der Marktgemeinde umfasst 36,44 Quadratkilometer. 55,33 Prozent der Fläche sind bewaldet.

### Gemeindegliederung
Das Gemeindegebiet umfasst folgende 20 Ortschaften (in Klammern Einwohnerzahl Stand 1. Jänner 2025):
- Benking (29) samt Grub
- Felbring (27)
- Friedersdorf (26)
- Gießhübl (6)
- Haslarn (36)
- Hinterkogel (16)
- Hof (13)
- Kuffarn (50)
- Litzendorf (28)
- Loitzendorf (90) samt Wienau
- Maria Laach am Jauerling (266)
- Mitterndorf (5)
- Nonnersdorf (31)
- Oberndorf (23)
- Schlaubing (26)
- Thalham (11)
- Weinberg (20)
- Wiesmannsreith (29)
- Zeißing (98)
- Zintring (58)

Die Gemeinde besteht aus den Katastralgemeinden Benking, Felbring, Friedersdorf, Gießhübl, Haslarn, Hinterkogl, Hof, Kuffarn, Litzendorf, Loitzendorf, Maria Laach am Jauerling, Mitterndorf, Nonnersdorf, Oberndorf, Schlaubing, Thalham, Weinberg, Wiesmannsreith, Zeißing und Zintring.

### Nachbargemeinden
| Raxendorf (Melk) | Mühldorf          | Spitz                      |
| Weiten (Melk)    | Kompass           | Aggsbach                   |
|                  | Emmersdorf (Melk) | Schönbühel-Aggsbach (Melk) |

## Geschichte
Die erste Erwähnung dieser Gegend geht auf karolingische Zeit zurück. Eine Schenkungsurkunde an das Kloster Niederaltaich in Bayern erwähnt den „Bohbach“ = heute Buchbach und den Scheitel des Ahornic – Ahornberg = heute Jauerling.
1193 wird der Ort Lo(h) in der Vita Altmanni erwähnt. Ein kranker Mann aus Lo pilgert zum Grab des hl. Bischof Altmann in Göttweig und wird dort von seinen Leiden geheilt.
Da im Zusammenhang mit einem kriminellen Akt – das gestohlene Melker Kreuz wird hinter dem Marienaltar versteckt – ein Marienaltar erwähnt wird, dürfte Maria Laach bereits damals ein Wallfahrtsort gewesen sein. Es ist durchaus möglich, dass hier bereits eine fast tausendjährige Wallfahrtstradition gegeben ist.
- Maria Laach am Jauerling – Ansichtskarte von 1926

### Einwohnerentwicklung
| Maria Laach am Jauerling: Einwohnerzahlen von 1869 bis 2025 | Maria Laach am Jauerling: Einwohnerzahlen von 1869 bis 2025 | Maria Laach am Jauerling: Einwohnerzahlen von 1869 bis 2025 | Maria Laach am Jauerling: Einwohnerzahlen von 1869 bis 2025 | Maria Laach am Jauerling: Einwohnerzahlen von 1869 bis 2025 |
| ----------------------------------------------------------- | ----------------------------------------------------------- | ----------------------------------------------------------- | ----------------------------------------------------------- | ----------------------------------------------------------- |
| Jahr                                                        |                                                             |                                                             |                                                             | Einwohner                                                   |
| 1869                                                        | 1869                                                        |                                                             | 1.245                                                       | 1.245                                                       |
| 1880                                                        | 1880                                                        |                                                             | 1.246                                                       | 1.246                                                       |
| 1890                                                        | 1890                                                        |                                                             | 1.182                                                       | 1.182                                                       |
| 1900                                                        | 1900                                                        |                                                             | 1.159                                                       | 1.159                                                       |
| 1910                                                        | 1910                                                        |                                                             | 1.178                                                       | 1.178                                                       |
| 1923                                                        | 1923                                                        |                                                             | 1.168                                                       | 1.168                                                       |
| 1934                                                        | 1934                                                        |                                                             | 1.100                                                       | 1.100                                                       |
| 1939                                                        | 1939                                                        |                                                             | 1.071                                                       | 1.071                                                       |
| 1951                                                        | 1951                                                        |                                                             | 973                                                         | 973                                                         |
| 1961                                                        | 1961                                                        |                                                             | 924                                                         | 924                                                         |
| 1971                                                        | 1971                                                        |                                                             | 965                                                         | 965                                                         |
| 1981                                                        | 1981                                                        |                                                             | 1.015                                                       | 1.015                                                       |
| 1991                                                        | 1991                                                        |                                                             | 923                                                         | 923                                                         |
| 2001                                                        | 2001                                                        |                                                             | 963                                                         | 963                                                         |
| 2011                                                        | 2011                                                        |                                                             | 947                                                         | 947                                                         |
| 2021                                                        | 2021                                                        |                                                             | 922                                                         | 922                                                         |
| 2025                                                        | 2025                                                        |                                                             | 888                                                         | 888                                                         |
| Quelle(n): Statistik Austria, Gebietsstand 1.1.2021         |                                                             |                                                             |                                                             |                                                             |

Von 1981 bis 1991 war die Wanderungsbilanz stark negativ, die Geburtenbilanz war 0. Von 1991 bis 2001 waren beide Bilanzen leicht positiv, sodass die Einwohnerzahl wieder zunahm. Danach nahm die Abwanderung wieder zu und konnte auch durch die positive Geburtenbilanz nicht ausgeglichen werden.

## Kultur und Sehenswürdigkeiten

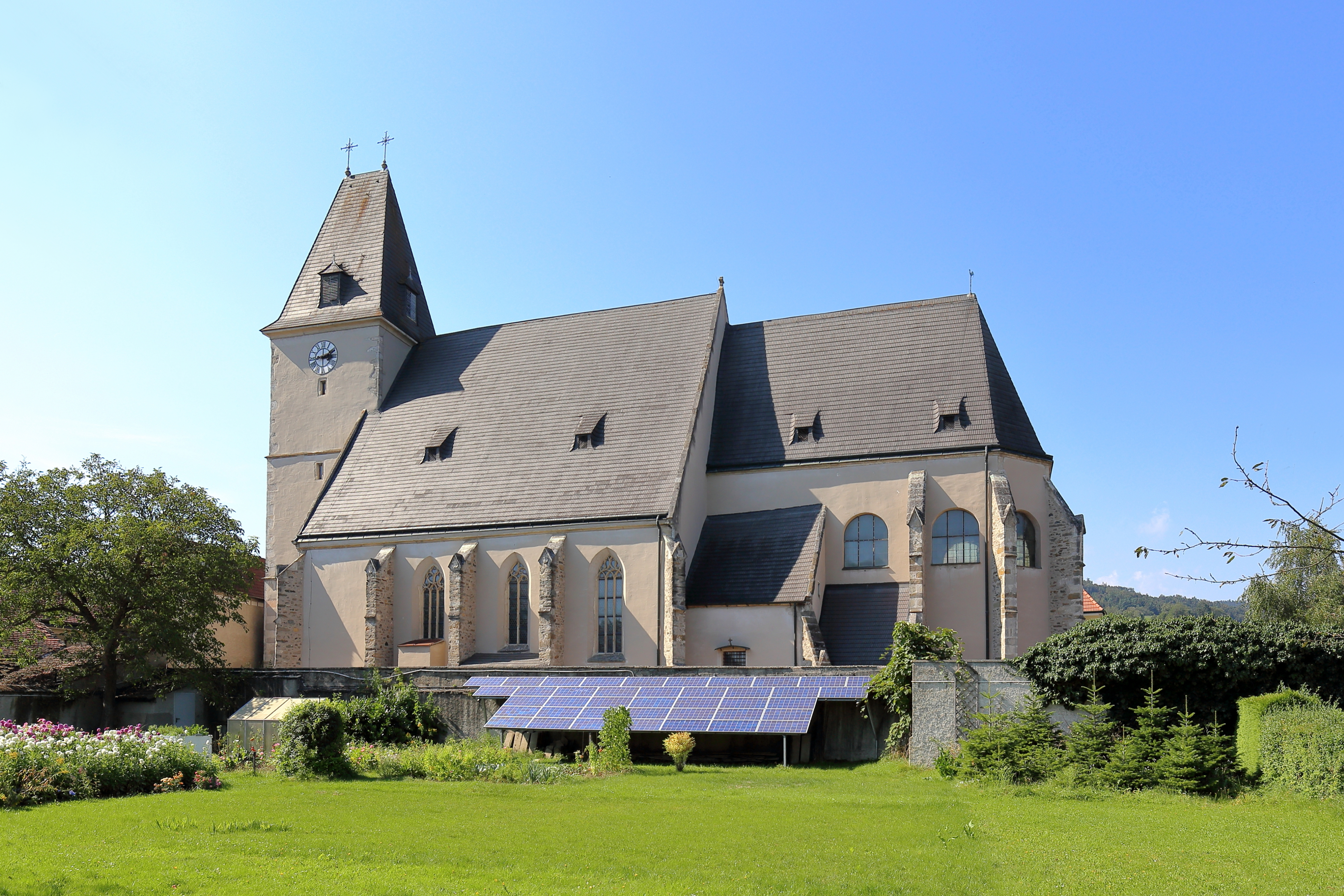
Südostansicht der Pfarr- und Wallfahrtskirche Maria Heimsuchung

- Gotische Wallfahrtskirche mit dem Gnadenbild Maria Sechsfinger:

Eine spätgotische Pseudobasilika mit einem dreigeschoßigen Westturm aus dem Ende des 15. Jahrhunderts und einem zweijochigen Chor aus dem Anfang des 15. Jahrhunderts.
- Kraftweg Maria Laach
- Naturpark Jauerling–Wachau
- Jauerling-Aussichtswarte

## Wirtschaft und Infrastruktur

### Wirtschaftssektoren
Von den 125 landwirtschaftlichen Betrieben des Jahres 2010 wurden 48 im Haupt- und 69 im Nebenerwerb, eine von einer Personengemeinschaft und sieben von juristischen Personen geführt. Die Haupterwerbsbauern bewirtschafteten mehr als sechzig Prozent der Flächen. Die größten Arbeitgeber im Dienstleistungssektor sind die sozialen und öffentlichen Dienste, Beherbergung und Gastronomie und der Verkehr.
| Wirtschaftssektor            | Anzahl Betriebe | Anzahl Betriebe | Erwerbstätige | Erwerbstätige |
| Wirtschaftssektor            | 2011            | 2001            | 2011          | 2001          |
| ---------------------------- | --------------- | --------------- | ------------- | ------------- |
| Land- und Forstwirtschaft 1) | 125             | 135             | 98            | 94            |
| Produktion                   | 9               | 4               | 24            | 16            |
| Dienstleistung               | 40              | 35              | 103           | 89            |

1) Betriebe mit Fläche in den Jahren 2010 und 1999

### Arbeitsmarkt, Pendeln
| Im Jahr 2011 wohnten 482 Erwerbstätige in Maria Laach. Davon arbeitete ein knappes Drittel in der Gemeinde, zwei Drittel pendelten aus. Von den umliegenden Gemeinden kamen 48 Personen zur Arbeit nach Maria Laach. Im Südosten grenzt das Gemeindegebiet an die Donau. Maria Laach hat eine direkte Busverbindung nach Krems. Der näheste Bahnhof Melk ist in 25 Minuten mit dem Bus erreichbar. | Die zur Anzeige dieser Grafik verwendete Erweiterung wurde dauerhaft deaktiviert. Wir arbeiten aktuell daran, diese und weitere betroffene Grafiken auf ein neues Format umzustellen. (Mehr dazu) |

## Öffentliche Einrichtungen
In Maria Laach befindet sich ein Kindergarten und eine Volksschule.

## Politik
Im Marktgemeinderat gibt es nach der Gemeinderatswahl 2025 bei insgesamt 15 Sitzen folgende Mandatsverteilung:
ÖVP 13, SPÖ 2.

### Bürgermeister
- 2010–2025: Edmund Binder (ÖVP)
- seit 2025: Ing. Lorenz Reisinger (ÖVP)[11]

## Persönlichkeiten

### Söhne und Töchter der Gemeinde
- Matthäus Binder (1822–1893), Leiter des Priesterseminars, Dompfarrer und Bischof der Diözese St. Pölten